# 屈突通

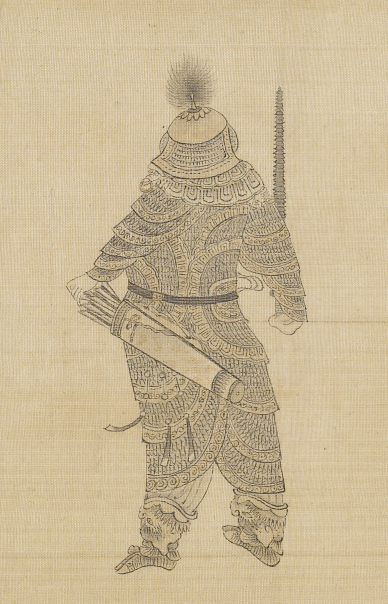
屈突通

屈突 通（くつとつ つう、明帝元年（557年） - 貞観2年9月17日（628年10月19日））は、中国の隋から唐にかけての軍人。姓は屈突、名は通。字は坦豆抜。本貫は昌黎郡徒河県（現在の遼寧省錦州市）。唐の凌煙閣二十四功臣のひとりに挙げられた。

## 経歴
北周の邛州刺史の屈突長卿の子として生まれた。屈突氏は騎馬民族の庫莫奚に属する氏族であり、昌黎郡徒河県に移住して前燕に仕えた。屈突遵（屈遵）の代に西燕・後燕に歴仕して、北魏に帰順している。屈突氏はのちに長安に移住した。
屈突通は武略を好み、騎射を得意とした。隋が建国されると、左衛府司馬となり、邑川公に封ぜられた。文帝の命により隴西の牧場におもむいて監察をおこない、牧場の経理が馬二万匹をひそかに横領していたことが発覚した。文帝は怒って、太僕卿の慕容悉達と牧場を管理する官吏千五百人を処刑しようとした。屈突通は「人命は重いものであり、死者はまた生き返りません。陛下は仁をもって四海を育むものであるのに、なぜ畜産のために一日に千五百の士を殺すことを容認されますか」と諫めた。文帝はやがて怒りをおさめて、減刑させた。屈突通は左勲衛車騎将軍に抜擢された。官にあっては剛直で、法を犯す者があれば、親族であっても容赦しなかった。
仁寿4年（604年）、煬帝が即位すると、正議大夫に任ぜられた。屈突通は詔を持って漢王楊諒のもとに使いした。先だって、文帝と楊諒は信書には字に点を加えてしるしとすることを決めていた。しかし屈突通の持参した詔にはそのしるしがなかったので、楊諒は異変をさとって、屈突通に詰問したが口を割らず、屈突通は無事に長安に帰ることができた。大業7年（611年）、右光禄大夫・左候衛将軍に任ぜられた。大業9年（613年）、宇文述とともに楊玄感を撃破し、功により左驍衛大将軍に転じた。
大業10年（614年）、安定の劉迦論がそむき、十万あまりを集めて雕陰に拠ると、屈突通は関内討捕大使に任ぜられ、関中の兵を率いて安定に向かった。はじめ積極的に戦おうとせず、味方にも非難された。敵方の油断を見すまして夜襲し、劉迦論をはじめ一万あまりの首級を斬って、上郡南山に京観を築いた。のちに隋の政治がますます乱れ、叛乱するものが相次いで、官軍の士気は低落の一途であり、諸将も多く寝返った。屈突通は隋軍中で重きをなし、大勝もしなかったが、大敗することもなかった。煬帝が江都にうつったのち、屈突通は左光禄大夫に上り、右驍衛大将軍・左候衛大将軍をつとめ、長安を守備した。
唐国公李淵が太原で起兵すると、代王楊侑は屈突通に河東を守備させた。屈突通は唐軍と長期戦の構えを見せたが、唐軍が黄河を渡り、桑顕和を飲馬泉で撃破すると、屈突通は退却した。堯君素に河東を守らせ、自らは武関から藍田に向かおうとした。しかし潼関で劉文静の兵にはばまれて進むことができなくなり、一カ月あまり対峙した。屈突通は桑顕和に命じて劉文静を攻撃させたが、劉文静は流れ矢を身に受けながら奮戦し、桑顕和の軍は唐軍の別働隊の攻撃を背後に受けて潰滅した。屈突通の軍勢は逼塞したが、降伏しようとせず、東方に向かおうとした。長安が唐軍の手に落ちると、桑顕和は唐に降った。劉文静が屈突通の子の屈突寿を派遣して父を説得させようとした。
しかし屈突通は、「昔はおまえと父子だったが、今はかたきである」と言って側近に屈突寿を射させた。桑顕和が屈突通麾下の兵たちに「京師は陥落したが、諸君らの家は関西にあろう。どうして東に向かおうとするのか」と呼びかけた。兵士たちはみな武器を捨てて降った。屈突通は逃れられないと知って下馬し、東南の方向に向かって再拝して、「臣の力が及ばず兵は敗れ、陛下の負託にこたえられませんでした」と言って号泣した。こうして捕らえられ、長安に送られた。李淵は屈突通をねぎらって「なんとも君と会うのが遅かったことか」と言った。屈突通は「通は人臣の節を尽くすことができず、そのためここにいたりました。本朝の恥じるところです」と泣いて言った。李淵は「忠臣である」と言って許し、兵部尚書に任じ、蔣国公に封じて、秦王府行軍元帥長史とした。
薛仁杲に対する征戦に従って勝利すると、薛仁杲のたくわえた珍器を諸将が争って取ったが、屈突通ひとり略取することがなかった。李淵はこれを聞いて屈突通に金銀六百両と綾絹千段を与えた。判陝東道行台左僕射となり、王世充の平定にあたった。竇建徳が王世充がわに来援すると、秦王李世民は麾下の軍の半ばを屈突通と斉王李元吉に委ねて洛陽包囲を続けさせた。王世充が平定されると、論功第一として、陝東道大行台右僕射として、東都洛陽を守備した。
武徳9年（626年）、召されて刑部尚書に任ぜられたが、文章に習熟していないとして固辞し、工部尚書に改められた。玄武門の変ののちには、検校行台僕射として、また洛陽を守備した。貞観元年（627年）、行台が廃止されると、洛州都督となり、実封六百戸を受け、左光禄大夫に進んだ。貞観2年（628年）、官舎で世を去り、尚書左僕射の位を追贈され、忠と諡された。洛州河南県の北邙山に葬られた。永徽年間に司空の位を追贈された。
弟に屈突蓋がおり、長安県令に任ぜられて、厳正な人物として知られた。
また屈突通の子として屈突寿と屈突詮がいた。屈突寿が爵位を継ぎ、瀛州刺史となった。屈突詮は果毅都尉となった。

## 伝記資料
- 『旧唐書』巻59 列伝第9「屈突通伝」
- 『新唐書』巻89 列伝第14「屈突通伝」
- 大唐故左光禄大夫蔣国公屈突府君墓誌銘